# مارگارت گیبسون (هنرپیشه)
مارگارت گیبسون (انگلیسی: Margaret Gibson؛ ۱۴ سپتامبر ۱۸۹۴ – ۲۱ اکتبر ۱۹۶۴) یک هنرپیشه اهل ایالات متحده آمریکا بود.